# Anouk van Vilsteren
Anouk van Vilsteren (Mastenbroek, 8 september 1995) is een Nederlands voetballer die uitkwam voor PEC Zwolle.

## Carrièrestatistieken
| Seizoen         | Club            | Land            | Competitie          | Competitie | Competitie | Beker | Beker | Internationaal | Internationaal | Overig | Overig | Totaal | Totaal |
| Seizoen         | Club            | Land            | Competitie          | Wed.       | Dlp.       | Wed.  | Dlp.  | Wed.           | Dlp.           | Wed.   | Dlp.   | Wed.   | Dlp.   |
| --------------- | --------------- | --------------- | ------------------- | ---------- | ---------- | ----- | ----- | -------------- | -------------- | ------ | ------ | ------ | ------ |
| 2013/14         | PEC Zwolle      | Nederland       | Women's BeNe League | 4          | 0          | 0     | 0     | –              | –              | –      | –      | 4      | 0      |
| 2014/15         | PEC Zwolle      | Nederland       | Women's BeNe League | 21         | 0          | 0*    | 0     | –              | –              | –      | –      | 21     | 0      |
| 2015/16         | PEC Zwolle      | Nederland       | Eredivisie          | 22         | 2          | 1     | 0     | –              | –              | –      | –      | 23     | 2      |
| 2016/17         | PEC Zwolle      | Nederland       | Eredivisie          | 24         | 2          | 2     | 0     | –              | –              | –      | –      | 26     | 2      |
| Carrière totaal | Carrière totaal | Carrière totaal | Carrière totaal     | 71         | 4          | 3     | 0     | 0              | 0              | 0      | 0      | 74     | 4      |